# Kilearnadil
Kilearnadil, ook Cill Earnadil en Cill Earnadail genoemd, is een begraafplaats, gelegen in Keils ten noorden van Craighouse op het eiland Jura in de Schotse regio Argyll and Bute.

## Ligging
Aan de noordzijde van Craighouse en zo'n 400 meter ten westen van de openbare weg die langs de oostkust van Jura loopt, lag het dorp Keils. Vijfhonderd meter ten noorden van het voormalige dorp ligt de begraafplaats Kilearnadil.

## Geschiedenis
De naam Kilearnadil betekent cel (of kerk) van Earnan of Earnadail. Sint Earnan was een oom van Sint Columba en zou een abdij hebben gesticht op het eiland Hinba. Het is onbekend of Hinba hetzelfde eiland is als Jura, maar er zijn theorieën die hier van uitgaan. Het zou zelfs zo kunnen zijn, dat de abdij die werd gesticht bij Keils gelegen was. De begraafplaats van Kilearnadil is vermoedelijk de oudste begraafplaats op het eiland Jura.
Van de middeleeuwse kapel gewijd aan Sint Earnadail die bij de begraafplaats stond, zijn geen resten meer gevonden. Volgens een lokale traditie zou Sint Earnadail zijn begraven op deze begraafplaats.
In 1776 kwam een nieuwe kerk gereed, gelegen ten zuiden van Keils in Craighouse, die Craighouse Parish Church werd genoemd. De begraafplaats van Kilearnadil bleef in gebruik als parochiebegraafplaats.
Aan het eind van de twintigste eeuw werd de begraafplaats uitgebreid waarbij aan de zuidzijde een betonnen muur werd geplaatst. Aan de zuidwestelijke zijde bevinden zich nog enige fundamenten van gebouwen die vermoedelijk tot het voormalige dorp behoorden.

## Graven
Op het zuidelijke deel van de begraafplaats bevinden zich zeven grafstenen, die dateren uit de veertiende en vijftiende eeuw. Ze zijn versierd met zwaarden en planten. De drie oudste stenen zouden grafstenen zijn van de Buies van Largiebreac.
Een van de grafstenen uit deze periode heeft de afbeelding van een schaar. Dit is de enige bekende grafsteen met de afbeelding van een (moderne) schaar in de westelijke hooglanden en is wellicht de vroegste representatie van een schaar in Schotland. De grafsteen draagt geen inscriptie, maar is gezien de afbeelding van de schaar de grafsteen van een kleermaker.
Op de grafsteen van Gillouir McCrain staat de tekst:'who "lived to have kept 180 Christmasses in his own house" is buried here. He died about 1645.' (die "leefde om 180 kerstmissen in zijn eigen huis te hebben gehouden" is hier begraven. Hij stierf rond 1645.) Een afstammeling van Gillouir McCrain genaamd Mary McCrain ligt begraven op de begraafplaats van Kilchianaig nabij Inverlussa; zij stierf volgens haar grafsteen in 1856 op 128-jarige leeftijd.

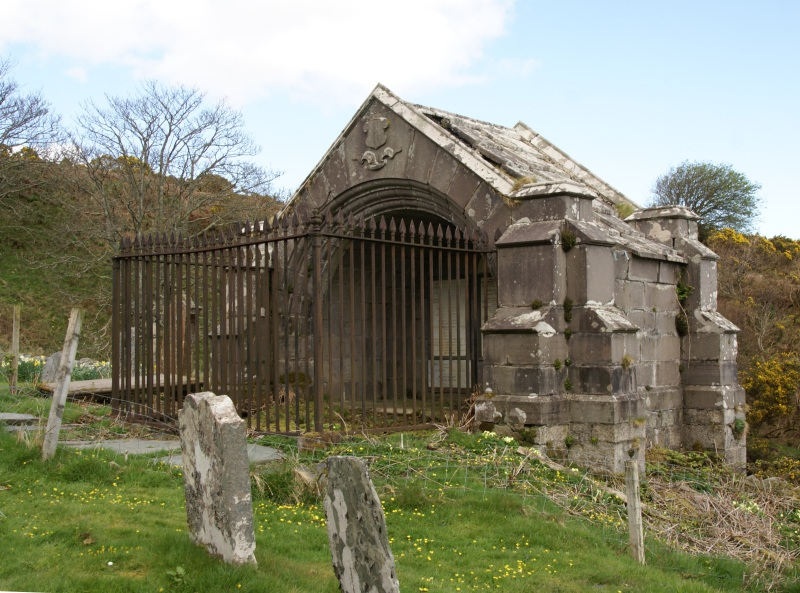
Campbell of Jura Mausoleum.

## Mausoleum
Aan de oostelijke zijde van de begraafplaats staat het Campbell-mausoleum, dat in 1838 ontworpen werd door William Burn. Dit mausoleum werd gebouwd in neogotische stijl. Het gebouw is voorzien van een tongewelf en heeft op elk van de hoeken een steunbeer. De toegang bevindt zich aan de westelijke zijde en is voorzien van een ronde boog waarboven een leeg wapenschild in reliëf is aangebracht. Op de achtermuur is de datum van de bouw ingekerfd. Aan de voorzijde bevindt zich een ijzeren hek. In het mausoleum bevinden zich een aantal grafstenen en muurtabletten uit de zeventiende, achttiende en negentiende eeuw.
Sinds 1971 is het Campbell of Jura Mausoleum aangewezen als Categorie B-monument. Het mausoleum verkeert in slechte staat.